# Blastoise
Blastoise is een Pokémon van het type Water geïntroduceerd in de eerste generatie van de Pokémon-spellen. Blastoise is de geëvolueerde vorm van Wartortle en dus de uiteindelijke evolutie van Squirtle. De soort lijkt op een schildpad en heeft een blauwe huid, kattenoren en draagt een schild met daarin twee kannonen, waarmee water onder hoge druk kan worden afgeschoten. De Pokédex noteert Blastoise als de "Schelpdier Pokémon", terwijl de soort niets met schelpdieren te maken heeft. Dit is waarschijnlijk het gevolg van een foutieve vertaling.
Blastoise is samen met Venusaur en Charizard een van de drie laatste evoluties van de Eerste Partner-Pokémon die een speler kan kiezen in de spellen Pokémon Red en Blue en Pokémon FireRed en LeafGreen.